# 蒂普頓 (印地安納州)
蒂普頓（英語：Tipton）是一個位於美國印地安納州蒂普頓縣的城市。根據2010年美國人口普查，該地人口為5,106人，而該地的面積約為7.32平方千米。同時該地也是蒂普頓縣的縣治。

## 地理
蒂普頓的座標為40°17′06″N 86°02′25″W / 40.28500°N 86.04028°W，而該地的平均海拔高度為265米（即869英尺）。